# What If… the World Lost Its Mightiest Heroes?
«What If… the World Lost Its Mightiest Heroes?» (с англ. — «Что, если… мир утратил бы своих величайших героев?») — третий эпизод первого сезона американского анимационного телесериала «Что, если…?», основанного на одноимённой серии комиксов издания Marvel Comics.
В нём исследуется, что произошло бы, если бы события комикса Fury’s Big Week (2012), связанного с Кинематографической вселенной Marvel (КВМ), произошли бы по-другому, когда кампания Ника Фьюри по вербовке Мстителей была сорвана чередой смертей. Сценарий эпизода написали A. С. Брэдли и Мэттью Чонси, а режиссёром выступил Брайан Эндрюс.
Джеффри Райт повествует события мультсериала в роли Наблюдателя, и в озвучке эпизода также приняли участие Сэмюэл Л. Джексон (Фьюри), Джереми Реннер, Марк Руффало, Том Хиддлстон, Кларк Грегг, Джейми Александр, Фрэнк Грилло, Лейк Белл и Мик Уингерт. Разработка сериала началась к сентябрю 2018 года, и Эндрюс присоединился вскоре после этого, и ожидалось, что множество актёров вернутся к своим ролям из фильмов; события комикса Fury’s Big Week частично показаны в фильмах «Невероятный Халк» (2008), «Железный человек 2» (2010) и «Тор» (2011). В эпизоде также переосмыслены другие моменты КВМ, что становится тайной убийства в стиле истории Агаты Кристи. Анимацию к эпизоду предоставила студия Blue Spirit, причём Стефан Франк выступил в качестве главы анимации.
«Что, если… мир утратил бы своих величайших героев?» вышел на «Disney+» 25 августа 2021 года. Критики в целом сочли эпизод самым слабым из первых трёх эпизодов из-за его менее ясного сценария «что, если?», но его более мрачная сюжетная линия для проекта КВМ получила похвалу. Озвучка в эпизоде и связи с фильмами КВМ получили смешанные отзывы.

## Сюжет
В 2009 году в течение недели директор «Щ.И.Т.» Ник Фьюри пытается завербовать героев для «Инициативы „Мстители“», начиная с Тони Старка. Агент Наташа Романофф делает Старку укол, чтобы облегчить его отравление палладием, но это приводит к его смерти. «Щ.И.Т.» задерживает Романофф, но Фьюри помогает ей сбежать, чтобы она могла найти убийцу. Тем временем недостойный Тор прибывает в Нью-Мексико и пытается вернуть свой молот Мьёльнир, но его случайно убивает агент Клинт Бартон. Затем Бартон умирает в тюрьме «Щ.И.Т.».
Чтобы проанализировать, что убило Старка, Романофф обращается к доктору Бетти Росс, которая обнаруживает, что в Старка был введён микроскопический снаряд. Фьюри делает вывод, что убийца нацелился на его список новобранцев «Инициативы „Мстители“», что делает Романофф и Брюса Бэннера оставшимися целями. Романофф обнаруживает, что Росс прячет Бэннера как раз в тот момент, когда отец Бетти, генерал Таддеус Росс, прибывает, чтобы арестовать их. В Бэннера стреляют и он превращается в Халка, который нападает на людей генерала Росса, после чего он внезапно взрывается.
Внезапно на Землю прибывает Локи с армией Асгарда, чтобы отомстить за убийство Тора. Фьюри договаривается о временном перемирии, чтобы опознать убийцу. Романофф обнаруживает, что кто-то использовал профиль умершего агента для доступа к сети «Щ.И.Т.». Затем Романофф убивают, хотя перед смертью она посылает Фьюри сообщение, в котором сообщает, что эти смерти связаны с «Хоуп». Фьюри понимает, что Романофф имела в виду Хоуп ван Дайн, которая погибла на задании после того, как Фьюри завербовал её в качестве агента «Щ.И.Т.».
Фьюри предлагает союз с Локи, чтобы поймать убийцу, и они противостоят отцу Хоуп, Хэнку Пиму, на её могиле. Пим смастерил уменьшающийся костюм «Жёлтого шершня», который он использовал для совершения убийств, чтобы отомстить Фьюри. Локи побеждает Пима, которого берут под стражу в Асгард, а затем решает остаться на Земле и подчинить человечество, быстро став её правителем. Фьюри начинает собирать новых героев, находит Стива Роджерса, замороженного во льду, и вызывает Кэрол Дэнверс на Землю.

## Производство

### Разработка
К сентябрю 2018 года «Marvel Studios» разрабатывала анимационный сериал-антологию, основанный на серии комиксах «What If», в котором будет рассмотрено, как бы изменились фильмы Кинематографической вселенной Marvel (КВМ), если бы определённые события произошли по-другому. Главный сценарист А. С. Брэдли присоединилась к проекту в октябре 2018 года, а режиссёр Брайан Эндрюс встретился с исполнительным продюсером Marvel Studios Брэдом Виндербаумом по поводу проекта ещё в 2018 году; об участии Брэдли и Эндрюса было официально объявлено в августе 2019 года. Брэдли, Эндрюс и Виндербаум, наряду с Кевином Файги, Луисом Д’Эспозито и Викторией Алонсо стали исполнительным продюсерами:2. Брэдли и Мэттью Чонси написали сценарий к третьему эпизоду под названием «Что, если… мир утратил бы своих величайших героев?». В нём представлена альтернативная сюжетная линия сопутствующего комикса КВМ Fury’s Big Week, который охватывает события, которые частично показаны в фильмах «Невероятный Халк» (2008), «Железный человек 2» (2010) и «Тор». Также были переосмыслены моменты из множества других фильмов КВМ в альтернативной сюжетной линии эпизода. «Что, если… мир утратил бы своих величайших героев?» был выпущен на «Disney+» 25 августа 2021 года.

### Сценарий
Виндербаум признал, что Fury’s Big Week была «неясной деталью, о которой знают только преданные фанаты», причём Джейк Кляйнман из Inverse высказал мнение, что взаимосвязанная природа «Невероятного Халка», «Железного человека 2» и «Тора», вероятно, станет новым откровением для многих зрителей. Несмотря на это, «Marvel Studios» была «очень осведомлена» о Fury’s Big Week и предложила Брэдли в начале разработки сериала, чтобы она основала эпизод на нём. Её первоначальная задумка была для комедийного эпизода, вдохновлённого французским фарсом, где «всё просто разваливается», но креативщики сочли, что комедийный тон будет плохо соответствовать событиям, когда они разбирали историю.
В альтернативной сюжетной линии эпизода кампания Ника Фьюри по вербовке Мстителей сорвана чередой смертей, становясь тайной убийства в стиле «истории Агаты Кристи». Брэдли объяснила, что уничтожение планов Фьюри в отношении «Инициативы „Мстители“» вызвал у него «кризис веры», заставив персонажа задуматься, был ли он «когда-нибудь на правильном пути? И что ему делать дальше теперь, когда его величайший план превратился в пепел?» Это приводит к сцене ночной закусочной в эпизоде, где Фьюри понимает, что «миру нужны Мстители, и хотя он, возможно, потерял первые имена в списке, есть и другие герои». В этой сцене было больше материала в оригинальном сценарии, который был вырезан из финального эпизода.
Идея эпизода была задумана «почти задом наперёд», решив сначала исход альтернативной сюжетной линии, прежде чем определить изменение во временной линии КВМ, которое могло бы её вызвать. Для этого сценаристам пришлось придумать, кто будет убивать Мстителей. Спросив, кто бы в этот период времени ненавидел их достаточно сильно, чтобы убить, Виндербаум предложил Хэнка Пима из фильмов «Человек-муравей» (2015) и «Человек-муравей и Оса» (2018). Брэдли согласилась, что Пим мог бы сделать это, если бы потерял свою дочь Хоуп ван Дайн, поскольку он «не смог бы воссоединиться со своей дочерью к этому моменту в линии времени. Потеря её, после потери его жены, это свело бы его с ума». Она развила идею о том, что Фьюри вербует Хоуп в качестве агента «Щ.И.Т.», а затем она погибает на задании. Эпизод предполагает, что ван Дайн была отправлена на миссию в Одессу, которую Наташа Романофф обсуждает в фильме «Первый мститель: Другая война» (2014). В этой версии Романофф выжила после выстрела Зимним солдатом, но в версии этого эпизода убита ван Дайн. В дополнение к изменению событий Fury’s Big Week с планом мести Пима, эти изменения также приводят к переосмыслению сцен из «Мстителей» (2012) в эпизоде.
Продолжая обсуждение эпизода, Кляйнман почувствовал, что пересмотр событий «Невероятного Халка» в эпизоде помог укрепить связь этого фильма с КВМ, поскольку он «никогда не соответствовал остальной части КВМ тонально или стилистически». Эрик Томас из DiscussingFilm счёл забавным обсуждать «Невероятного Халка» как фильм КВМ из-за отсутствия ссылок на него в более поздних проектах КВМ, но Брэдли так не чувствовала, будучи фанатом всех фильмов КВМ, и подошла к сценам «Невероятного Халка» в эпизоде так же, как и к другим фильмам КВМ. Сценаристы хотели выбрать знаковые сцены из каждого фильма в Fury’s Big Week, которые зрители могли бы легко узнать. Первоначально они хотели показать сцену сражения в Гарлеме в конце «Невероятного Халка», но в конце концов перешли на более раннюю сцену боя в Университете Калвера, потому что она лучше подходила для их истории.

### Подбор актёров и озвучка

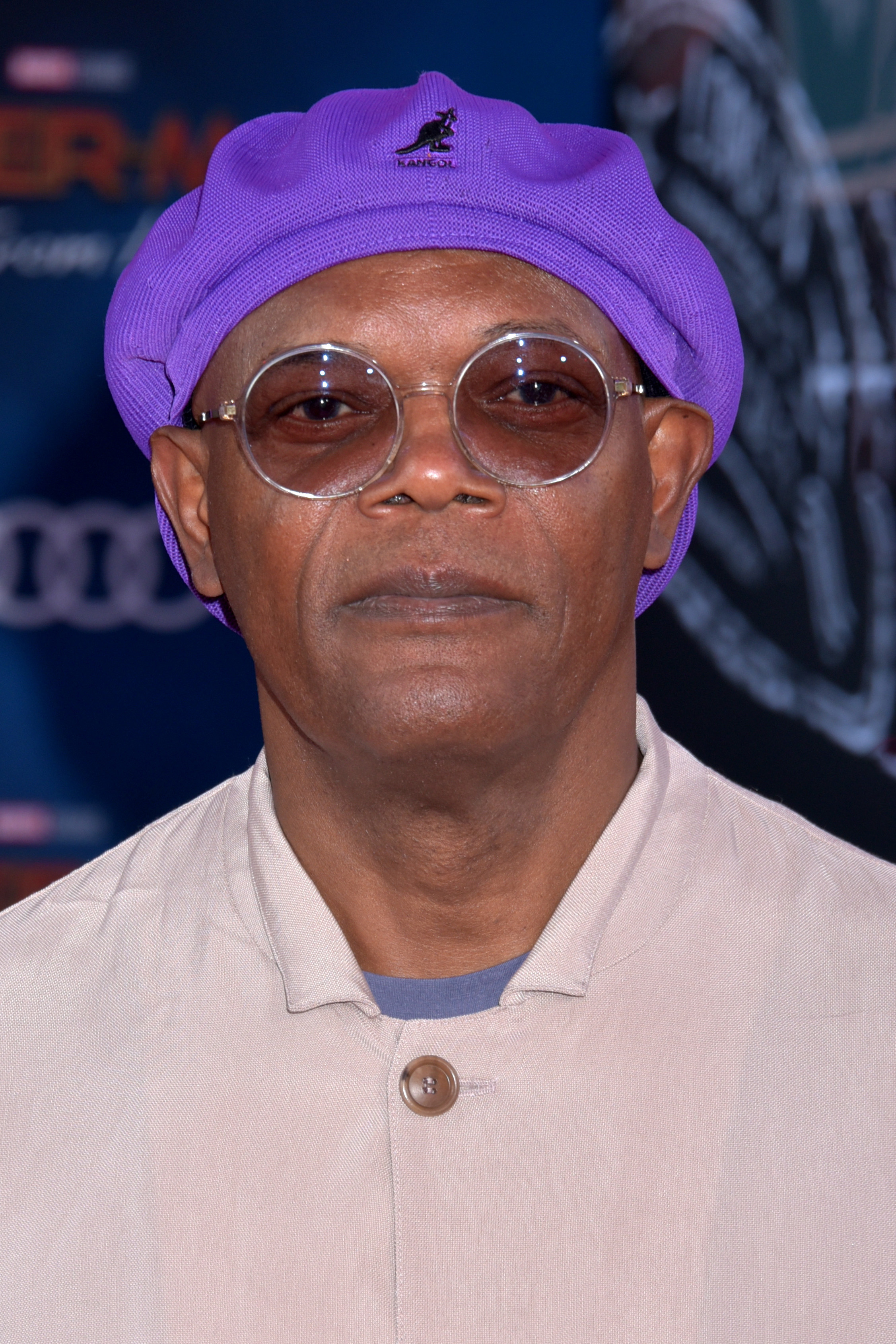
Сэмюэл Л. Джексон вернулся к своей роли Ника Фьюри из КВМ в эпизоде, который рассказывает альтернативную сюжетную линию сопутствующего комикса Fury’s Big Week (2012)

Джеффри Райт повествует события эпизода в роли Наблюдателя, причём Marvel планировала, чтобы другие персонажи сериала были озвучены актёрами, которые изображали их в фильмах КВМ. В этом эпизоде к озвучиванию своих персонажей вернулись Сэмюэл Л. Джексон (Ник Фьюри), Майкл Дуглас (Хэнк Пим / Жёлтый шершень), Кларк Грегг (Фил Колсон), Фрэнк Грилло (Брок Рамлоу), Джереми Реннер (Клинт Бартон / Соколиный глаз), Марк Руффало (Брюс Бэннер / Халк), Том Хиддлстон (Локи) и Джейми Александр (Сиф). Грегг импровизировал различные реплики во время записи, в том числе некоторые «фанатские» моменты, связанные с появлением Тора, у которого нет реплик в этом эпизоде, наряду с Разрушителем и Воинственной Троицой.
Эдвард Нортон изображал Брюса Бэннера в «Невероятном Халке», после чего Руффало взял на себя роль в последующих фильмах КВМ. Этот эпизод интегрирует версию персонажа Руффало в альтернативные версии сцен из этого фильма, которые, по мнению Кляйнмана, создали «гораздо более чёткую непрерывность» между «Невероятным Халком» и остальной частью истории Бэннера в КВМ. Несмотря на это, показанная версия Брюса Бэннера больше похожа на Нортона, чем на Руффало. Брэдли в начале разработки пошутила, что они должны попросить Нортона вернуться к своей роли, если Руффало не будет доступен, но к тому времени Руффало уже согласился вернуться в сериале. Новые актёры, сменяющие звёзд КВМ в эпизоде, включают Лейк Белл в роли Наташи Романофф / Чёрной вдовы, заменившую Скарлетт Йоханссон; Мика Уингерта в роли Тони Старка / Железного человека, заменившего Роберта Дауни-мл.; Стефани Паниселло в роли Бетти Росс, заменившую Лив Тайлер; Майк Макгилл в роли Таддеуса Росса, заменившего Уильяма Хёрта; и Александра Дэниэлс в роли Кэрол Дэнверс / Капитана Марвел, заменившую Бри Ларсон. Неуказанный в титрах актёр озвучивает Джека Роллинса, заменяя Каллэна Мулвея.

### Анимация
Анимацию к эпизоду предоставила студия «Squeeze»:29:40, причём Стефан Франк выступил в качестве главы анимации. Эндрюс разработал сел-шейдинговый стиль анимации сериала с Райаном Майнердингом, главой отдела визуального развития «Marvel Studios». Хотя сериал имеет последовательный художественный стиль, такие элементы, как цветовая палитра, различаются между эпизодами:4. Концепт-арт для эпизода включён в финальные титры, «Marvel» выпустила его онлайн после премьеры эпизода.

### Музыка
Композитор Лора Карпман объединила элементы существующих партитур КВМ с оригинальной музыкой для сериала, но предпочла в основном написать оригинальную партитуру для этого эпизода, а не комбинировать музыку из всех разных фильмов, которые адаптирует эпизод. Она сравнила свою музыку с саундтреком к сериалу «Локи», назвав свою партитуру «странной и модернистской» с новой темой для сюжетной линии «тайна убийства». Саундтрек к эпизоду был выпущен в цифровом формате компаниями «Marvel Music» и «Hollywood Records» 27 августа 2021 года и содержал музыку композитора Лоры Карпман.
| №                   | Название               | Длительность |
| ------------------- | ---------------------- | ------------ |
| 1.                  | «All in One Week»      | 1:24         |
| 2.                  | «Can't Wait»           | 0:58         |
| 3.                  | «Hold This»            | 0:46         |
| 4.                  | «Missing»              | 0:57         |
| 5.                  | «Sound the Alarm»      | 2:17         |
| 6.                  | «Smells Like Lavender» | 3:22         |
| 7.                  | «Maybe Middle Earth»   | 1:10         |
| 8.                  | «Ancient Winters»      | 1:15         |
| 9.                  | «Double Trouble»       | 1:14         |
| 10.                 | «Blast»                | 1:33         |
| 11.                 | «You Won't Win»        | 1:59         |
| 12.                 | «One More Left»        | 1:28         |
| 13.                 | «Sound and Fury»       | 2:45         |
| 14.                 | «Don't Give a Damn»    | 1:04         |
| 15.                 | «Honor Her»            | 1:08         |
| 16.                 | «Taken Out»            | 0:51         |
| 17.                 | «Hope Never Dies»      | 0:51         |
| Общая длительность: | Общая длительность:    | 25:02        |

## Маркетинг
26 августа «Marvel» выпустила рекламный постер к эпизоду с Ником Фьюри и цитатой из эпизода. После выхода эпизода «Marvel» объявила о продаже товаров в рамках еженедельной акции «Marvel Must Haves» для каждого эпизода сериала, включая одежду и аксессуары, основанные на Наблюдателе и различных героях.

## Реакция
Кристен Ховард из «Den of Geek» назвала этот эпизод «забавным, извилистым детективом», который был «классической историей „Что, если…?“, [использующей] очень глупый твист, чтобы продемонстрировать, насколько всё могло быть плохо». Она была шокирована смертью Мстителей, наслаждалась диалогами Колсона, а также раскрытием Пима в роли Жёлтого шершня и дала эпизоду 4 из 5 звёзд. Том Йоргенсен из «IGN» дал ему оценку 7 из 10 и был удивлён, увидев тайные убийства в КВМ. Он назвал это «самым тёмным отклонением „Marvel“ от канона» и сказал, что смерть Старка, Халка и Тора «удивительно мрачная», но также правдоподобная, поскольку они использовали напряжение, с которым сталкивался каждый герой. Он думал, что эпизоду нужно больше времени и внимания, чтобы лучше раскрыть его тайну, но он был уверен в том, что Пим является убийцей, потому что он видел это как логическое продолжение истории персонажа в «Человеке-муравье». Йоргенсен испытывал смешанные чувства по поводу озвучки, восхваляя «удивительно последовательную» работу Джексона в роли Фьюри и описывая Вингерта в роли Тони Старка как «совершенно пригодного для использования», но задавался вопросом, почему узнаваемый голос Белл был выбран вместо актрисы, которая звучала бы более похоже на Йоханссон. Он также чувствовал, что характеристика Романофф была более юмористической, чем в фильмах Первой фазы, и сравнивал выступление Грегга больше с его появлением в «Капитане Марвел» (2019), чем с его появлениями в Первой фазе. Мэтт Голдберг из «Collider» был рад, что эпизод не просто поменял одного персонажа на другого, как первые два, и похвалил его «мрачно-комический тон», который играл с ожиданиям аудитории.
Алан Сепинуолл из «Rolling Stone» посчитал эпизод менее захватывающим, чем первые два эпизода, как потому, что это была альтернативная сюжетная линия для «меньших фильмов КВМ», так и потому, что в задумке был менее чёткий сценарий «что, если». Несмотря на это, он был впечатлён масштабом эпизода и подумал, что время с Фьюри «никогда не кажется потраченным впустую», добавив, что из первых трёх эпизодов этот больше всего походил на комиксы «What If». Энджи Хан из «The Hollywood Reporter» чувствовала, что эпизод «меньше может предложить эмоциональной или тематической глубины, и [не смог] даже наскрести удовлетворительное решение тайны, которую он представляет». Сэм Барсанти из «The A.V. Club» был ещё более критичен к эпизоду, поставив ему «С+» и полагая, что на данный момент он был с «самой слабой задумкой „что, если“». Он не знал, что задумка Fury’s Big Week уже существовала до этого эпизода, и ему было трудно поверить, что события «Невероятного Халка» произошли на той же неделе, что и события «Железного человека 2» и «Тора». Он также описал многие «детективные» элементы эпизода как «довольно глупые», а не просто «глупые в стиле „Что, если…?“», и почувствовал, что они отвлекали от истории. Раскрытие того, что эпизод был сосредоточен на Хоуп ван Дайн, было «там моментом, где всё действительно начало рушиться» для Барсанти, хотя ему понравилось всё после того, как выяснилось, что Пим является убийца, включая выступление Дугласа, «Локи будучи Локи» и тизер на будущую историю с Капитаном Америкой и Капитаном Марвел.
Как и Барсанти, Адам Розенберг из Mashable также не знал о Fury’s Big Week и обнаружил комикс после просмотра эпизода. Он задался вопросом, почему сериал адаптирует относительно неизвестный комикс, когда первые два эпизода были посвящены популярным фильмам, заявив: «Циник сказал бы вам, что Marvel, вероятно, сделал это, чтобы увеличить продажи [комикса]. Реалист сказал бы, что Fury’s Big Week — просто действительно крутая и вес`лая платформа для истории „Что, если…?“». Однако Розенберг предположил, что у «Marvel» было ещё одно намерение включить эту историю в сериал, и начал теоретизировать, что это может означать с точки зрения более широкой КВМ и Мультивселенной. Итан Андертон из «/Film» полагал, что эпизод создал «своего рода эпическую кульминацию, которая, предположительно, создаст повествовательную связь между эпизодами», отойдя от антологичного, индивидуального формата эпизодов сериала.

## Комментарии
1. ↑  События фильма «Железный человек 2» (2010).
2. ↑  События фильма «Тор» (2011).
3. ↑  События фильма «Невероятный Халк» (2008).
4. ↑  Выбор Фьюри завербовать Хоуп ван Дайн — момент, когда история расходится с событиями Кинематографической вселенной Marvel.[1]